# Qui dove il mare luccica...
Qui dove il mare luccica... è la prima raccolta ufficiale di Lucio Dalla, pubblicata dopo la sua scomparsa, esattamente il 28 novembre 2012. La raccolta presenta quattro CD e sono presenti non solo i grandi successi del cantautore ma anche i duetti più celebri: Mina, Gianni Morandi, Francesco Guccini, Ron, Ornella Vanoni, Francesco De Gregori, Marta sui Tubi, Tiromancino e molti altri. Inoltre si possono ascoltare alcuni brani storici in lingua straniera come Attenti al lupo e Domenica d'agosto in spagnolo e Piazza Grande in inglese. Due gli inediti, Mon Amour e Non sai cos'è, pubblicati dall'artista solo in Germania. Infine si possono ascoltare alcune versioni poco conosciute come quella del primo provino di Nuvolari, di Cara e di Millemiglia.

## Tracce

### Disco 1
1. Come è profondo il mare
2. L'anno che verrà
3. Cosa sarà (con Francesco De Gregori)
4. Tango
5. Disperato erotico Stomp
6. Caruso
7. Ciao
8. Attenti al lupo
9. Ayrton
10. Canzone
11. Tu non mi basti mai
12. Angoli nel cielo
13. Gli anni non aspettano
14. Prendimi così
15. Henna
16. Apriti cuore
17. Le rondini

### Disco 2
1. Piazza Grande
2. 4/3/1943
3. Balla balla ballerino (Edit vrs)
4. Vita (con Gianni Morandi)
5. Futura (Edit vrs)
6. Anna e Marco
7. Cara
8. La sera dei miracoli
9. Viaggi organizzati
10. Siamo Dei
11. Stella di mare
12. Nuvolari
13. Il motore del 2000
14. Se io fossi un angelo
15. Tutta la vita
16. Washington (Edit vrs)

### Disco 3
1. Amore disperato (con Mina)
2. Emilia (con Francesco Guccini e Gianni Morandi)
3. Piazza Grande (con Ron)
4. Cromatica (con i Marta sui Tubi)
5. Meri Luis (con Marco Mengoni)
6. Fiuto (con Toni Servillo)
7. Senza fine (con Ornella Vanoni)
8. Balla balla ballerino (con i Neri Per Caso)
9. I.N.R.I.
10. Mon amour
11. Non sai cos'è
12. La bambina - provino
13. L'operaio Gerolamo - provino
14. Nuvolari - provino

### Disco 4
1. America - provino
2. Convento di pianura
3. Domenica d'agosto
4. Santo Antonio Santo Francesco
5. Mille Miglia - provino
6. Atento al lobo
7. A una fermata del tram
8. Cara
9. La Mer (con Luca Aquino)
10. Com'è profondo il mare (con i Tiromancino)
11. 4/3/1943 - Minha historia (con Jorge Fernando)
12. Un fiore per Hal (con Stadio)
13. Rispondimi (con Tosca)